# Diesel (casa de moda)
Diesel o Diesel Industry es una firma italiana de moda fundada en Molvena por Renzo Rosso en 1978.
Durante el año 2000 compró Staff International, sociedad de cartera de Dsquared, Martin Margiela y Vivienne Westwood Red Label entre otros. Asimismo, Diesel ha lanzado nuevas marcas como Diesel Kids, 55 DSL y Style Lab.
La firma italiana es célebre por sus pantalones vaqueros y por sus campañas publicitarias. 
El séptimo pack de accesorios de Los Sims 3 se basa en esta marca de ropa.
La filosofía de la marca es hacer diferente al cliente, y esto se refleja en los diseños modernos, provocativos e impactantes presentados en cada temporada. Por ello, su inconfundible eslogan es Only The Brave (Solo los Valientes).